# Bicuiba oleifera
Espèce
Synonymes
- Myristica oleifera Schott[1]
- Virola oleifera (Schott) A.C. Sm.[1]

Statut de conservation UICN

 EN A1c : En danger
Bicuiba oleifera est une espèce de plantes de la famille des Myristicaceae.

## Publication originale
- Beitrage zur Biologie der Pflanzen 66(1): 121. 1991[1992]. (23 Jan 1992)